# 若昂六世

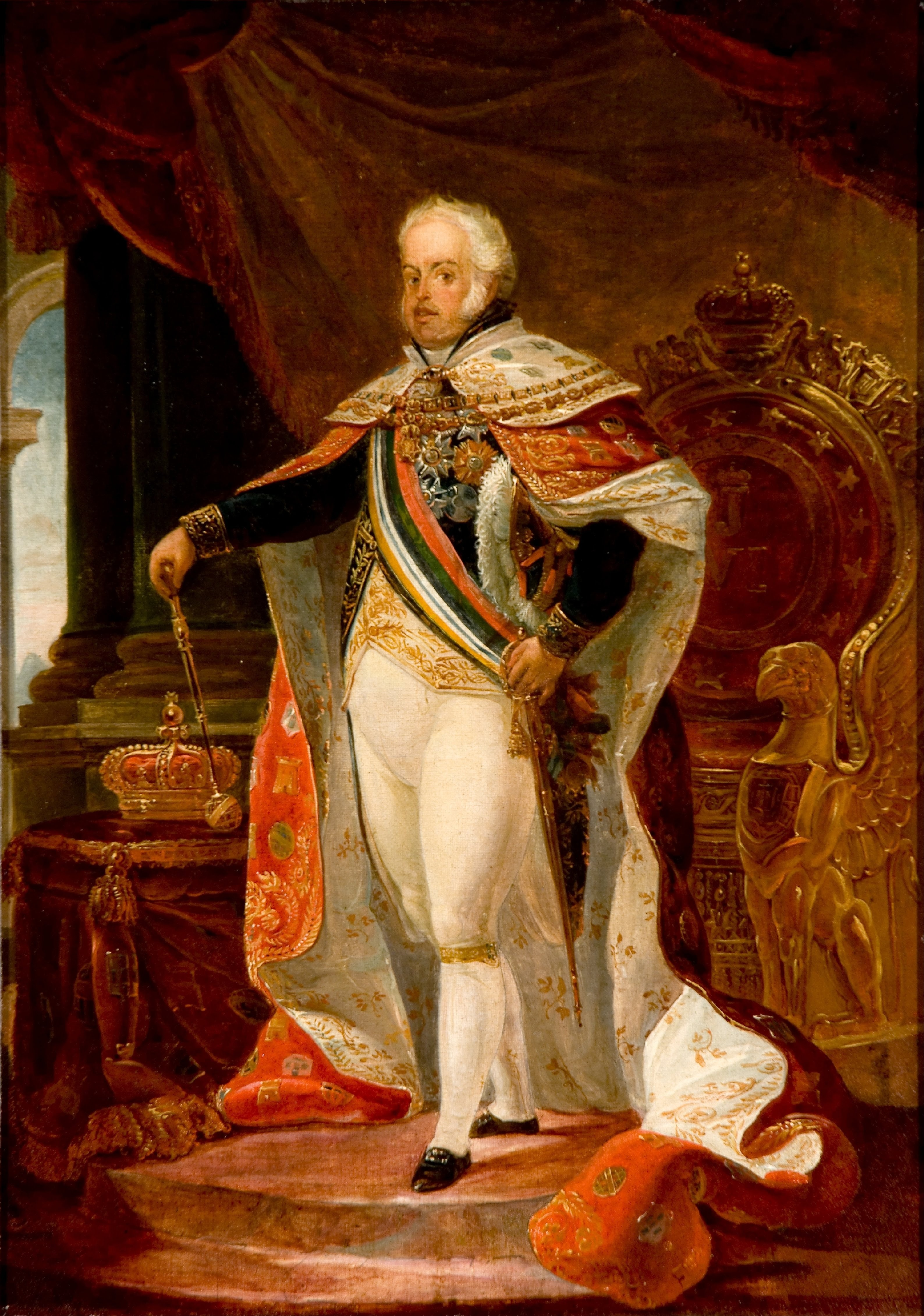
若昂六世

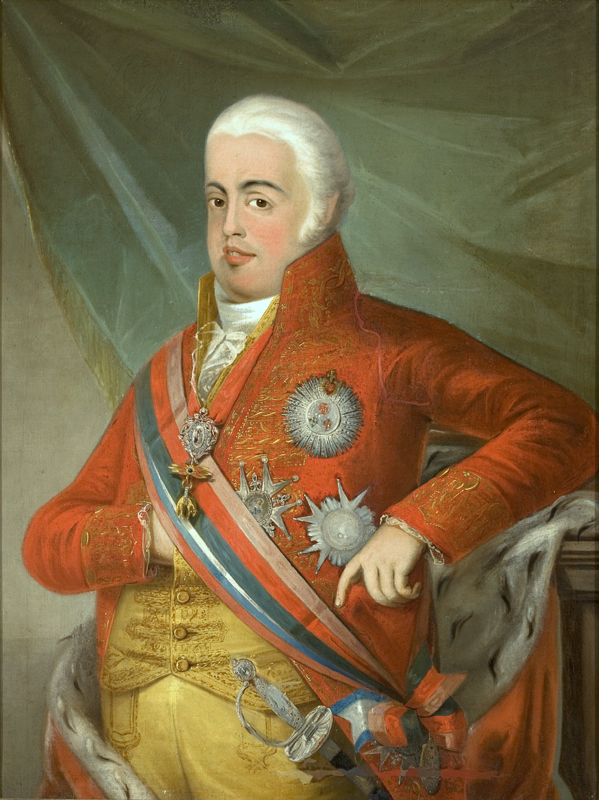
若昂六世

若昂六世，綽號為仁慈者（葡萄牙語：João VI，1767年5月13日—1826年3月10日），葡萄牙和阿尔加维国王（1816年－1826年在位）、巴西国王（1816年－1822年在位）。1767年5月13日生于葡萄牙王國里斯本，1826年3月10日卒于同地。

## 生平
1799年被立为葡萄牙摄政。
1807年法国入侵葡萄牙，率葡萄牙王室迁至巴西。
1808年对法国宣战，并占领了法属圭亚那。
1816年葡萄牙女王玛丽亚一世與佩德羅三世相繼去世后，即位为葡萄牙国王若昂六世。在驻巴西期间，推行改革，加强中央集权，发展对外贸易。
1816年发动对乌拉圭入侵。
1817年鎮壓伯南布哥起义。
1821年应葡萄牙议会要求率葡萄牙王室返国，留其子时任葡萄牙王储佩德罗驻守巴西。
1825年根据里约热内卢条约承认巴西独立。

## 家庭
1785年，約翰六世與西班牙國王卡洛斯四世的長女卡洛塔·若阿金娜結婚，雖然其妻子因專制野心及淫蕩作風受到巴西人憎惡，但約翰六世仍獲得人民的尊敬。
兩人共有3子6女：
- 瑪麗亞·特蕾莎（1793年－1874年），莫利納伯爵夫人，唐·卡洛斯王子的第二任妻子
- 法蘭西斯科·安東尼奧（英语：Francisco António, Prince of Beira）（1795年－1801年），夭折
- 瑪麗亞·伊莎貝爾（1797年－1818年），西班牙王后，斐迪南七世的第二任妻子
- 巴西皇帝佩德羅一世（1798年－1834年），1822年至1831年在位，即葡萄牙國王佩德羅四世（1826年在位）
- 瑪麗亞·法蘭西絲卡（1800年－1834年），莫利納伯爵夫人，唐·卡洛斯王子的第一任妻子
- 伊莎貝爾·瑪麗亞（1801年－1876年），未婚，1826年至1828年間擔任攝政
- 米格爾一世（1802年－1866年），葡萄牙國王
- 瑪麗亞·阿松桑（1805年－1834年），未婚
- 安娜·熱蘇斯·瑪麗亞（1806年－1857年），洛萊侯爵（英语：Marquess of Loulé）夫人

## 頭銜
- 若昂王子(1798年10月12日-1788年)
- 最尊敬的王太子和布拉干薩公爵殿下(1788年–1816年)
- 國王-皇帝陛下和巴西親王殿下(1816年–1826年)
- 國王-皇帝陛下(1825年11月15-1826年3月10日)

| 若昂六世 布拉干薩王朝阿維斯王朝的分支出生于：1798年10月12日逝世於：1834年9月24日 | 若昂六世 布拉干薩王朝阿維斯王朝的分支出生于：1798年10月12日逝世於：1834年9月24日 | 若昂六世 布拉干薩王朝阿維斯王朝的分支出生于：1798年10月12日逝世於：1834年9月24日 |
| 統治者頭銜                                                                       | 統治者頭銜                                                                       | 統治者頭銜                                                                       |
| -------------------------------------------------------------------------------- | -------------------------------------------------------------------------------- | -------------------------------------------------------------------------------- |
| 前任者： 瑪麗亞一世                                                              | 葡萄牙和阿爾加維國王 1816年–1826年                                               | 繼任者： 佩德羅四世                                                              |
| 葡萄牙王族                                                                       |                                                                                  |                                                                                  |
| 前任者： 若澤                                                                    | 巴西親王，其後 葡萄牙王太子 布拉干薩公爵 1788年–1816年                           | 繼任者： 佩德羅                                                                  |

## 註解
1. ↑  即1822年—1831年在位的巴西皇帝佩德罗一世

1. ↑  1815年至1822年存续的葡萄牙－巴西－阿尔加维联合王国是葡萄牙王國与巴西王国结成的共主邦聯。
2. ↑  Philip Lee Ralph, Robert E. Lerner, Standish Meacham, Edward McNall Burns <世界文明史後篇> P141